# Inonotus quercustris
Inonotus quercustris är en svampart som beskrevs av M. Blackw. & Gilb. 1985. Inonotus quercustris ingår i släktet Inonotus och familjen Hymenochaetaceae.   Inga underarter finns listade i Catalogue of Life.